# Nanpinggang (sockenhuvudort i Kina, Hunan Sheng, lat 29,07, long 111,69)
Nanpinggang (kinesiska: Nanpinggang Xiang, 南坪岗乡) är en sockenhuvudort i Kina. Den ligger i provinsen Hunan, i den södra delen av landet, omkring 160 kilometer nordväst om provinshuvudstaden Changsha. Antalet invånare är 27 166. Befolkningen består av 12 911 kvinnor och 14 255 män. Barn under 15 år utgör 12,0 %, vuxna 15-64 år 81 %, och äldre över 65 år 5,0 %.
Runt Nanpinggang är det tätbefolkat, med 511 invånare per kvadratkilometer. Närmaste större samhälle är Changde, 2,2 km söder om Nanpinggang. Trakten runt Nanpinggang består till största delen av jordbruksmark.
Genomsnittlig årsnederbörd är 1 706 millimeter. Den regnigaste månaden är maj, med i genomsnitt 303 mm nederbörd, och den torraste är december, med 32 mm nederbörd.